# Mersuay
Mersuay è un comune francese di 272 abitanti situato nel dipartimento dell'Alta Saona nella regione della Borgogna-Franca Contea.
È bagnato dalle acque del fiume Lanterne.

## Società

### Evoluzione demografica
Abitanti censiti